# Seznam novozelandskih astronomov
Seznam novozelandskih astronomov.

## B
- William Ashley Bradfield (1927 – 2014)

## C
- Leslie John Comrie (1893 – 1950)

## G
- Charles Gifford
- Alan C. Gilmore
- John Grigg (1878 – 1920)

## J
- Albert F. A. L. Jones (1920 – 2013)

## K
- Pamela M. Kilmartin

## S
- David J. Stevenson

## T
- Beatrice Tinsley